# Димейская стена
Замок Калогрия (греч. Κάστρο της Καλόγριας) или Димейская стена (Τείχος Δυμαίων) — доисторический акрополь в Греции, в Ахее. Находится в 35 км к юго-западу от города Патры на мысу Араксос на территории современного муниципалитета Дитики-Ахаия.
Изначально стена была круглой, имела длину около 250 м и ширину 4,5—5,5 м. Стена сохранилась на высоту 8,4 м. Стена была сооружена в период неолита или энеолита и продолжала использоваться вплоть до прихода в Грецию венецианцев. Вновь стена использовалась в 1943 году во время Второй мировой войны, при этом была снесена её часть для обеспечения проезда автомобилям.
Название «Димейская стена» было дано в честь античного города Диме, существовавшего в Ахайе, а альтернативное название «Замок Калогрия» происходит от близлежащего пляжа.
Согласно греческой мифологии, стену соорудил Геракл. Стена использовалась во время античных войн на территории Греции, о чём писал Полибий.